# Киевские дуумвираты
Киевские дуумвираты(диархия) — появившаяся в середине XII века форма правления в Киевском княжестве, соправительство представителей двух враждующих княжеских ветвей, позволявшая отчасти устранить усобицы и установить относительное  равновесие, продержавшаяся всю вторую половину XII века.
Владения, дававшиеся киевским князем соправителю, в историографии получили название «причастий в Русской земле» (подразумевается Киевское княжество), или, языком летописцев, «частью в Русской земле». Это могли быть города Белгород, Вышгород, Овруч, Торческ, Канев, Треполь и др. Причём Белгород (бывший загородный лагерь киевской дружины) и Торческ (город с двумя крепостями) в XII—XIII веках входили в первый десяток городов Руси по укреплённой площади, а Вышгород несколько раз в ходе усобиц безуспешно осаждался соединёнными силами нескольких крупных княжеств. Владелец «причастия» обязан был защищать Киевскую землю от половцев и вести согласованную с соправителем дипломатическую переписку. За серьёзный проступок владелец мог быть лишён «причастия».
Безусловным и самым известным примером дуумвирата считается соправительство Святослава из чернигово-северских Ольговичей и Рюрика из смоленских Ростиславичей (1181—1194). На втором месте как правило называется соправительство Изяслава Мстиславича и его дяди Вячеслава Владимировича (1151—1154). Также сюда можно отнести аналогичный последнему дуумвират Вячеслава с Ростиславом смоленским (1155). Также примерами могут быть дуумвираты Ростислава с его племянником Мстиславом волынским (1162—1167), Рюрика с его зятем Романом (1194—1195) и его сватом Всеволодом суздальским (1195—1201). Отличия между перечисленными явлениями определялись конкретными условиями.

## История

Современные пейзажи Вышгорода, Белгорода, Торческа, Канева, Треполя
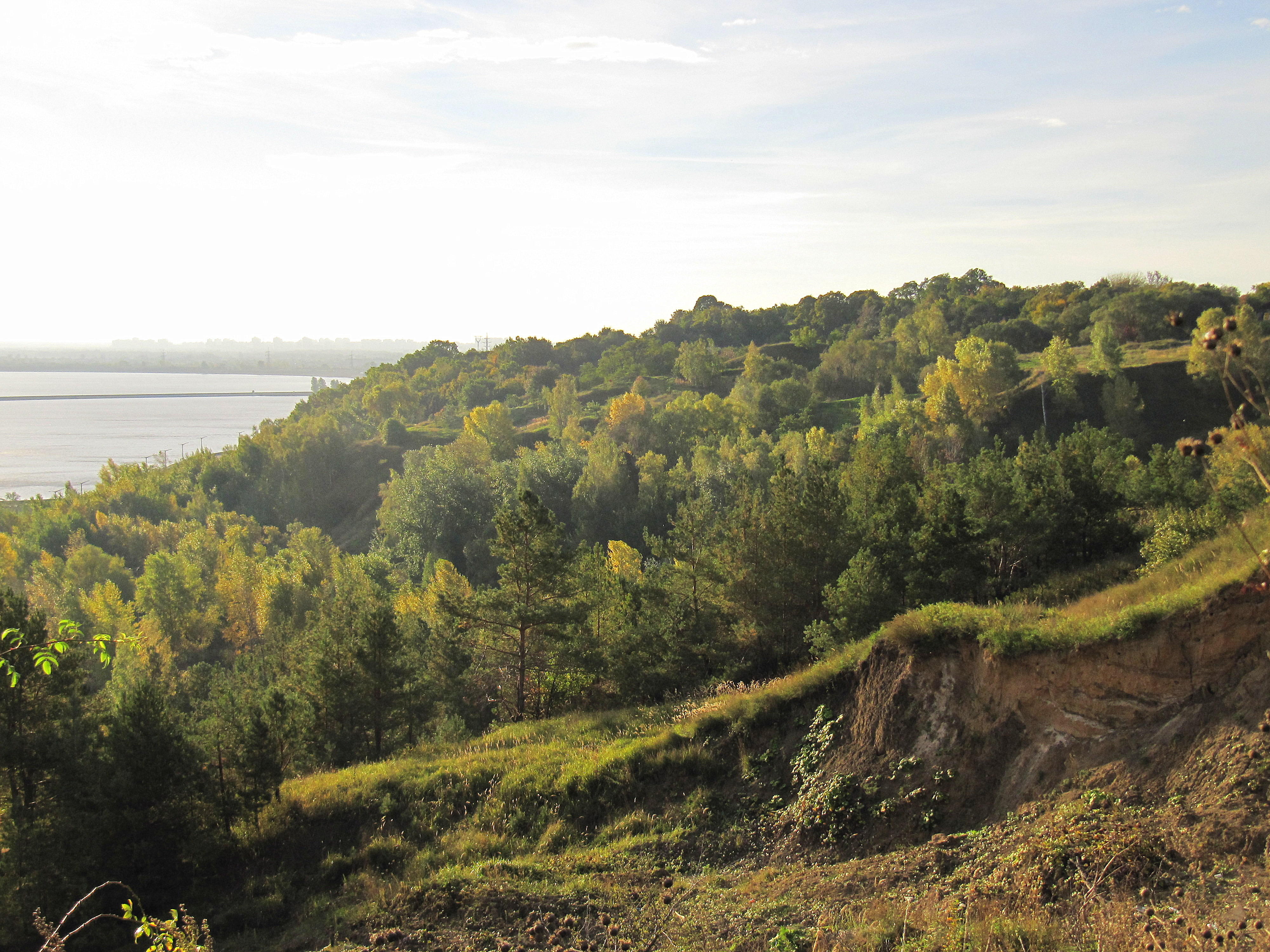
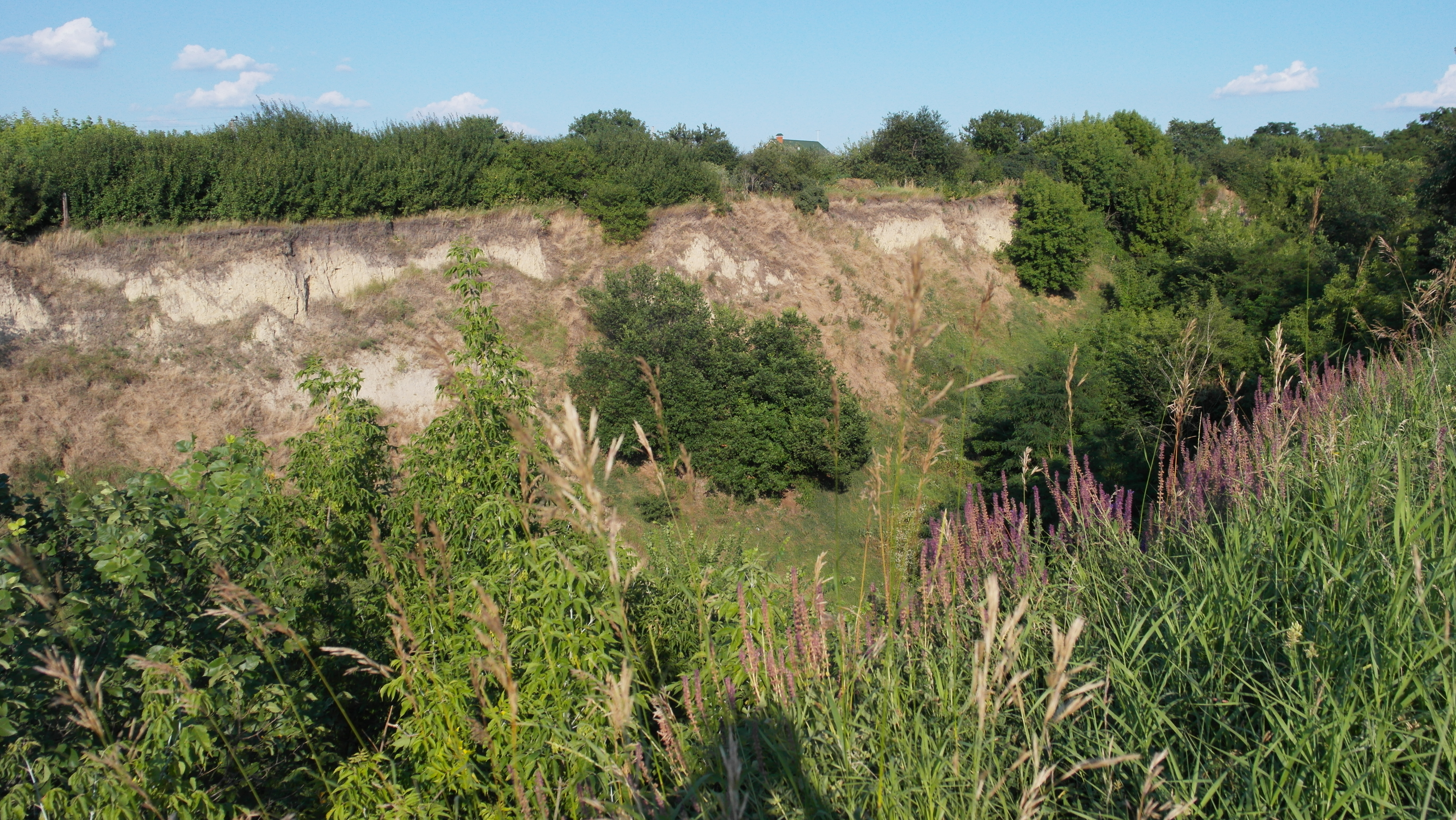
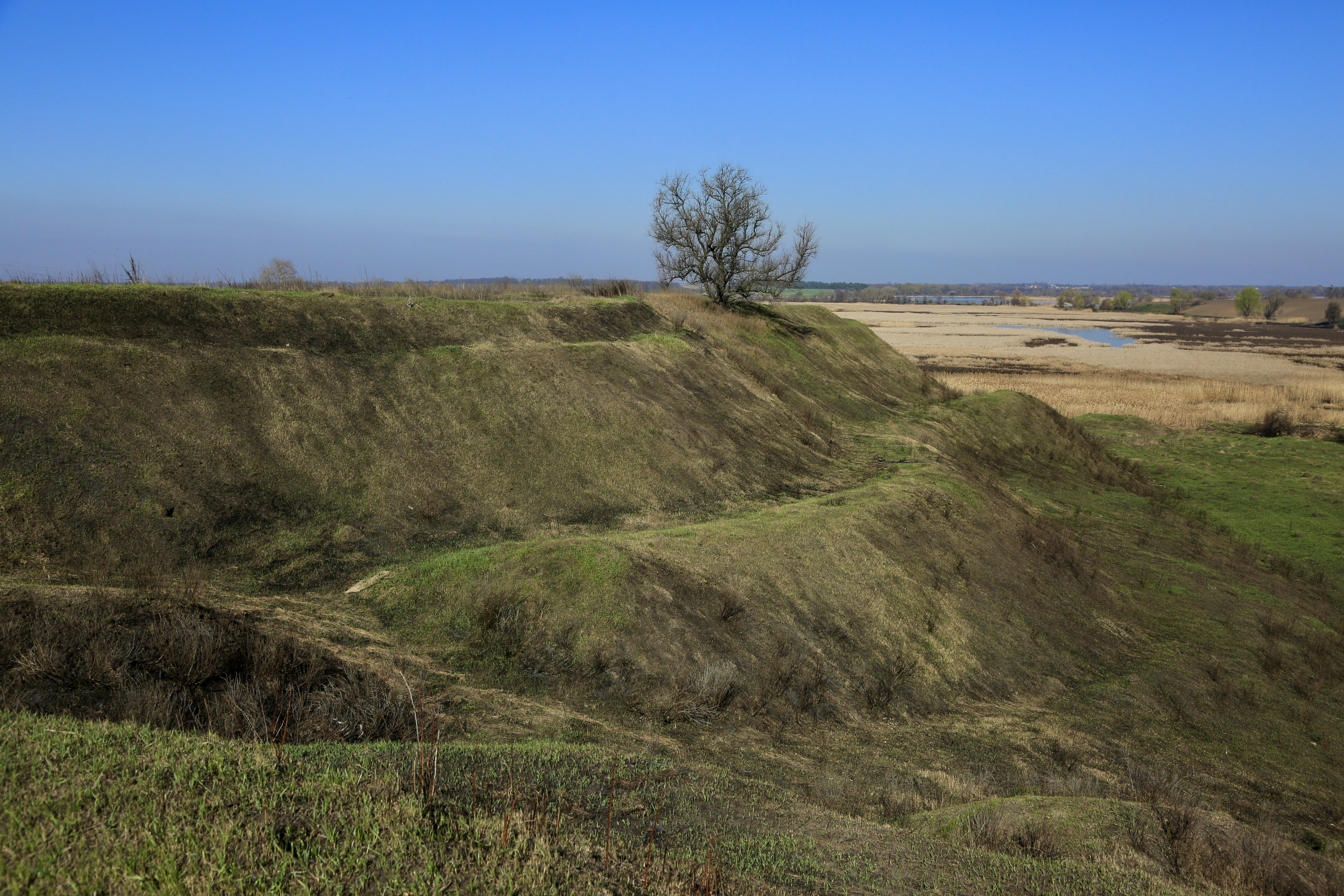
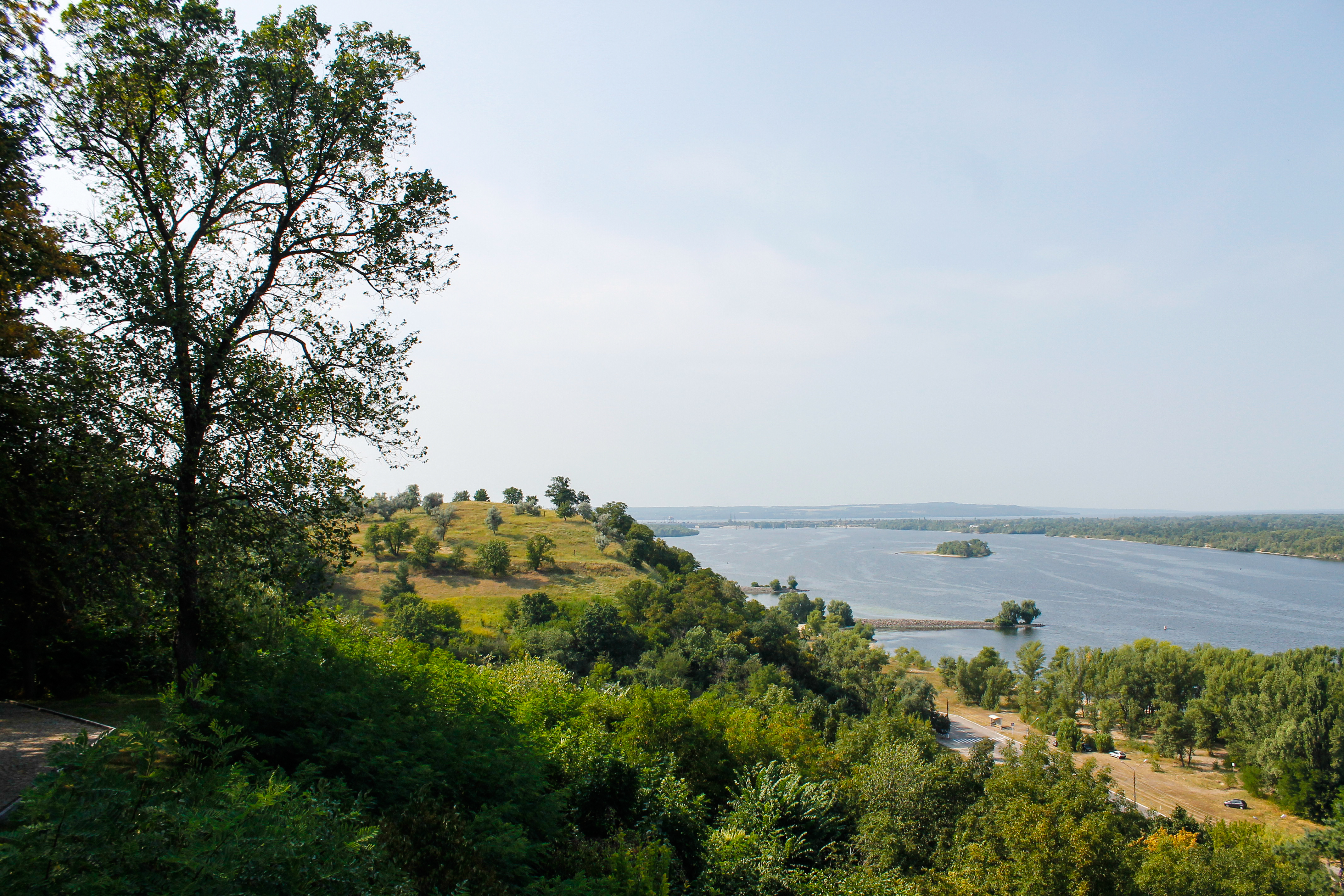
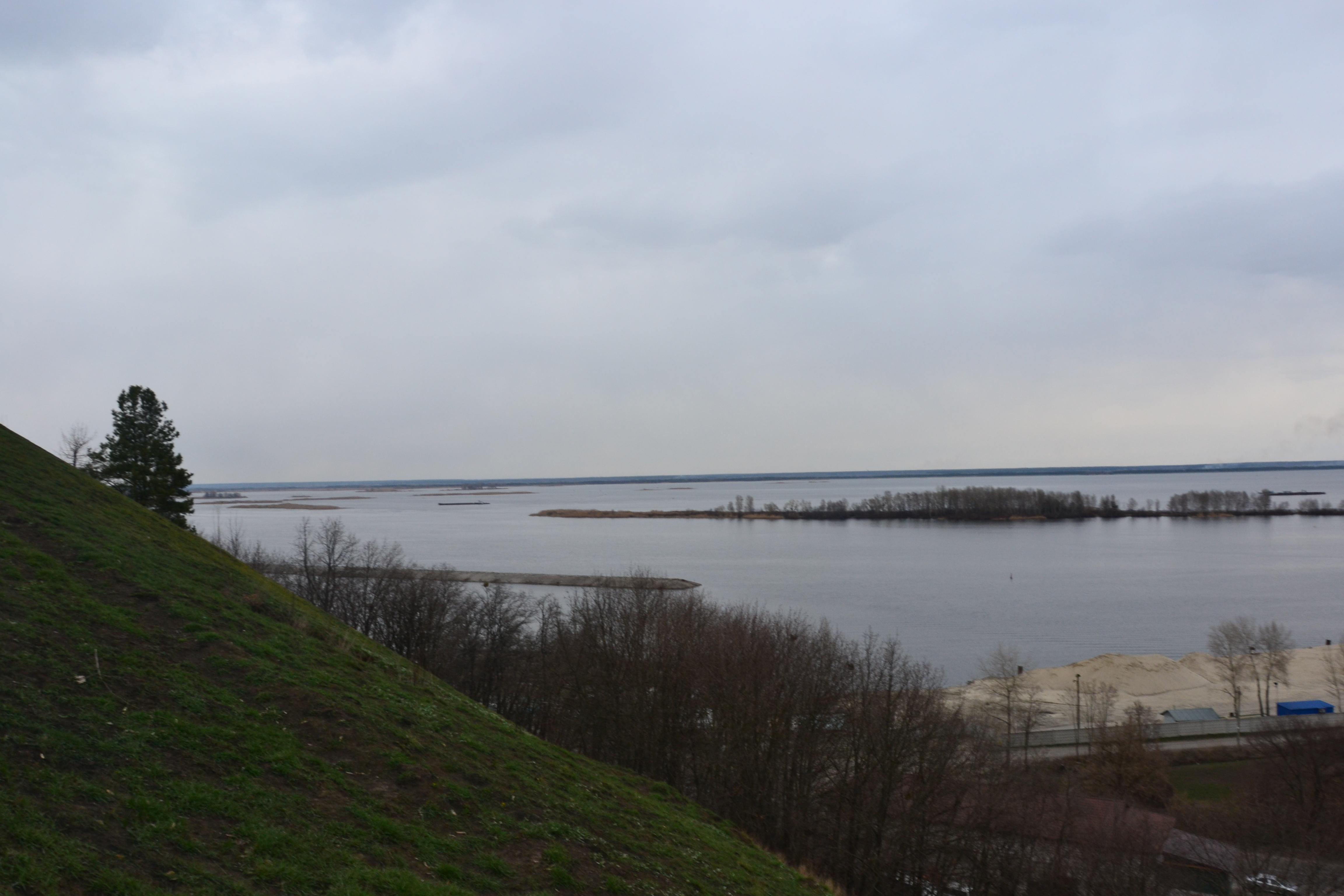

### Вячеслав и Изяслав  (1151—1154)
Поскольку Вячеслав Владимирович в 1139 году был изгнан из Киева Всеволодом Ольговичем, то захват Киева в 1146 году своим племянником Изяславом Вячеслав воспринял как восстановление своих прав, однако жестоко ошибся и вынужден был уступить престол племяннику, а сам довольствоваться Пересопницей на Волыни. Инертность и отсутствие необходимых для правителя качеств у Вячеслава отмечает большинство историков, как и у его предшественника и старшего брата Ярополка, при котором распалась Киевская Русь. Однако, борьба Изяслава с самым младшим его дядей, Юрием Долгоруким, против которого отказались сражаться киевляне, привело Изяслава к мысли о том, что нужно поделиться властью с дядей Вячеславом. Если Юрий давал Вячеславу Вышгород под Киевом, то Изяслав и вовсе признал его старшим. Именно в период соправительства Изяславу удалось переломить ход усобицы, разбить Юрия, его союзников Ярослава галицкого и Святослава северского.

### Вячеслав и Ростислав  (1155)
После смерти Изяслава была предпринята попытка аналогично распределить власть между его братом Ростиславом и Вячеславом, однако союз просуществовал недолго из-за того, что Ростислав обладал схожими с Вячеславом личностными качествами. Он уклонился от противостояния с другим претендентом на Киев, Изяславом Давыдовичем черниговским, и уступил ему Киев, за что был брошен сыном Изяслава, Мстиславом, нацеленным на борьбу, и в итоге Киев был занят Юрием Долгоруким.

### Ростислав и Мстислав (1162—1167)
Мстислав дважды в ходе междоусобицы с помощью Ярослава галицкого изгонял из Киева Изяслава, но оба раза отдавал Киев дяде Ростиславу. Причём тот использовал приём Владимира Мономаха 1113 года, когда князь откликался только на второе приглашение на престол, чтобы не стать марионеткой в руках приглашающих. После второго и окончательного вокняжения Ростислава в Киеве он посредством своего сына Давыда предпринял попытку отобрать у Мстислава его владения в Поросье (по летописным известиям 1195 года «лепшая волость», по историографическим — «половина княжества»). Но отчаянное сопротивление Мстислава стало отправной точкой к соправительству (Поросье было ему возвращено).
После смерти Ростислава киевский престол занял Мстислав, но не смирился с присутствием в киевской земле сыновей Ростислава, и те объединились с Андреем Боголюбским и разгромили Киев в 1169 году. Киевским князем стал младший брат Андрея, оставивший Киевщину Ростиславичам и не имевший поддержки в Киеве. В недолгой борьбе с Мстиславом он опирался прежде всего на свою переяславскую дружину и союзных половцев. В последующие годы киевское княжение занимали Ярослав Изяславич и Роман Ростиславич, склонные к компромиссам и более тяготевшие к своим основным владениям (Волыни и Смоленску).

### Святослав и Рюрик (1181—1194)
В 1176 году Ростиславичи были разбиты половцами, и Святослав Всеволодович черниговский потребовал от Романа Ростиславича киевского лишить Давыда, считавшегося виновником поражения, волости на Киевщине. Позже (под 1195 годом) летопись упоминает «Романов ряд», когда Рюрик и Давыд Ростиславичи напоминали Святославу о его обязательствах княжить в Киеве, не трогая их владений в киевской земле. Однако Святослав, талантливый правитель и полководец, не довольствовался таким положением и предпринял несколько попыток изменить его.
В 1180—1181 годах он с половцами и новгородцами поочерёдно атаковал Рюрика, Давыда и их суздальского союзника Всеволода Большое Гнездо, за год пройдя около 2 тыс км. Из-за уклонения союзников от сражений по причине невыгодного соотношения сил Святославу не удалось достичь успехов, а в финале похода его братья и половцы были разбиты Рюриком. Однако по итогам усобицы был заключён мир, освобождённый из суздальского плена сын Святослава Глеб женился на дочери Рюрика и получил Канев (восточная часть Поросья), сын Святослава Мстислав женился на свояченице Всеволода Большое Гнездо, в Новгороде черниговского представителя сменил суздальский.
Дуумвират Святослава и Рюрика успешно действовал против половцев, после чего их походы на Русь вне рамок княжеских междоусобиц прекратились. Однако противоречия обострились уже при жизни Святослава. В 1187 году в Галиче умер Ярослав Осмомысл и началась борьба за власть. Святослав поставил своим условием помощи зятю Рюрика (и сыну Мстислава Изяславича) Роману волынскому переход всей Киевщины под свою власть, но Рюрик отказался, и Роман не смог удержаться в Галиче. Но затем Святослав предпринял овладеть Галичем через своего сына Глеба во взаимодействии с венгерским королём, и план не удался из-за вмешательства Всеволода Большое Гнездо, императора Священной Римской империи Фридриха I Барбароссы и поляков. В Галич вернулся сын Ярослава Осмомысла Владимир — союзник Всеволода и Рюрика.
На исходе жизни Святослав вероятно не был готов к новой войне, но она назревала: по запросу Рюрика Глеб Святославич не был послан против половцев вместе с Ростиславом Рюриковичем, а Всеволод Большое Гнездо заблокировал намерение Святослава восстановить своё влияние в Рязани (в событиях 1195-96 видим её на стороне Мономаховичей против Ольговичей). Рюрик напомнил Святославу о «Романовом ряде», по которому Святослав в 1176 году стал киевским князем и который подразумевал совместные действия против половцев. Также Рюрик упомянул как альтернативу «ряд Ростислава». При Ростиславе Мстиславиче Ольговичи не должны были участвовать в защите Киевской земли от половцев, но и не имели в ней владений. Их имел волынский князь Мстислав Изяславич, а его сын Роман получил их от Рюрика сразу после смерти Святослава (1194).

### Рюрик и Роман (1195)
После смерти Святослава Всеволодовича Рюрик Ростиславич, предвидя кульминацию борьбы с Ольговичами (он с союзниками решил замкнуть из на левобережье Днепра), дал Поросье своему зятю Роману волынскому. Однако такое усиление Рюрика не устроило и Всеволода, заинтересованного в постоянной борьбе на юге. Сначала от потребовал для себя Поросье и получил его, поскольку Рюрик не хотел видеть Всеволода в числе противников. Но Всеволод сразу отдал Поросье сыну Рюрика Ростиславу, своему зятю. Акция произвела на Романа должный эффект, и он стал союзником Ольговичей.

### Рюрик и Всеволод (1195)
В начавшейся войне Ольговичей и Ростиславичей сначала последние были разбиты под Витебском, и тогда Всеволод вмешался на их стороне. Так и не доведя дело до столкновения, он заставил Ольговичей отказаться от претензий на Киев, при этом не забыл получить от Рюрика и Давыда признание старшинства в Мономаховом роде не только для себя, но и для своих сыновей. Мир с Ольговичами он заключил сепаратный, то есть оставив неурегулированными все их разногласия с Рюриком и Романом.

### Рюрик  и Глеб (1205—1206)
После смерти в Галиче Владимира Ярославича (1198) ситуация изменилась. Ольговичи и Рюрик объединились против Романа в борьбе за Галич и Киев. Борьба между Рюриком и Романом была непримиримой: хотя с 1201 года в Киеве правил ставленник и двоюродный брат Романа Ингварь Ярославич луцкий, Рюрик правил в Овруче только до захвата его Романом (1203), после чего Роман именуется в летописи «самодержцем всея Руси» в значении единственного правителя Киевщины.
После гибели Романа в Польше (1205) Рюрик Ростиславич вернулся в Киев, а Глеб Святославич как представитель союзных Ольговичей получил Белгород. Ситуация сохранялась до разрыва между Рюриком и Ольговичами и начала новой междоусобицы. Всеволод Большое Гнездо по согласованию с венгерским королём послал в Галич своего сына, хотя Рюрик признавал права Ольговичей на Галич. Таким образом, Ольговичи были спровоцированы на конфликт с Мономаховичами, захватили Киев (1206), но в конце того же года были изгнаны из Киевской земли Рюриком.